# Giải bóng chuyền cúp Bông lúa vàng
Giải bóng chuyền cúp Bông Lúa Vàng là giải thi đấu bóng chuyền thường niên và được xem là món ăn tinh thần không thể thiếu của người hâm mộ bóng chuyền Thái Bình. Cúp Hoa Lư dành cho các câu lạc bộ bóng chuyền tham dự giải Giải vô địch bóng chuyền Việt Nam tham dự. Giải do ngành thể thao tỉnh Thái Bình và các nhà tài trợ tổ chức từ năm 2009 với địa điểm cố định tại Nhà thi đấu Thái Bình. Tính đến mùa giải năm 2022, giải đã có 10 lần được tổ chức. Đội Nữ Geleximco Thái Bình (với 7 lần vô địch) đang nắm giữ thành tích đoạt nhiều lần vô địch Giải bóng chuyền cúp Bông Lúa Vàng nhất. 

## Thể thức thi đấu
Giải quy tụ 4 đội bóng chuyền nữ đang thi đấu tại giải bóng chuyền vô địch quốc gia. Các đội sẽ đấu vòng tròn 1 lượt và tính điểm để chọn ra đội vô địch hoặc 2 đội có thành tích tốt nhất sẽ gặp lại nhau tại trận chung kết.
Cách tính điểm và xếp hạng ở Cúp bóng chuyền Bông Lúa Vàng tương tự cách tính điểm ở giải Vô địch bóng chuyền Việt Nam.

## Xếp hạng các năm
| Mùa giải | Đội Vô địch                | Đội Á quân            | Đội Hạng ba            | Đội Hạng tư            |
| 2022     | Geleximco Thái Bình        | VTV Bình Điền Long An | Than Quảng Ninh        | Ngân hàng Công Thương  |
| 2017     | PVD Thái Bình              | Thông tin LVPB        | Tiến Nông Thanh Hóa    | HCĐG Hà Nội            |
| 2016     | PVD Thái Bình              | Tiến Nông Thanh Hóa   | Quảng Ninh             | Rudico Hải Dương       |
| 2015     | PVD Thái Bình              | Rudico Hải Dương      | Ngân hàng Công Thương  | Giấy Bãi Bằng          |
| 2014     | Ngân hàng Công Thương      | PVD Thái Bình         | Tiến Nông Thanh Hóa    | Rudico Hải Dương       |
| 2013     | PVD Thái Bình              | Vietsovpetro          | Tiến Nông Thanh Hóa    | Giấy Bãi Bằng          |
| 2012     | Vietsovpetro               | PVD Thái Bình         | Phòng Không Không Quân | Lilama Hải Dương       |
| 2011     | Krungkao Ayutthaya A.T.C.C | PV Oil Thái Bình      | Giấy Bãi Bằng          | Phòng Không Không Quân |
| 2010     | PV Oil Thái Bình           | Ngân hàng Công Thương | Phòng Không Không Quân | Lilama Hải Dương       |
| 2009     | PV Oil Thái Bình           | Ngân hàng Công Thương | VTV Bình Điền Long An  | Lilama Hải Dương       |

## Các đơn vị tham gia

### Các đội bóng
Các đội tham dự trong năm được đánh dấu X hoặc số theo thứ hạng chung cuộc:
| Đội                        | 2009 | 2010 | 2011 | 2012 | 2013 | 2014 | 2015 | 2016 | 2017 | 2022 |
| Số đội Nữ                  | 4    | 4    | 4    | 4    | 4    | 4    | 4    | 4    | 4    | 4    |
| Ngân hàng Công thương      | 2    | 2    |      |      |      | 1    | 3    |      |      | 3    |
| Geleximco Thái Bình        | 1    | 1    | 2    | 2    | 1    | 2    | 1    | 1    | 1    | 1    |
| VTV Bình Điền Long An      | 3    |      |      |      |      |      |      |      |      | 2    |
| Hải Tiến Thanh Hoá         |      |      |      |      | 3    | 3    |      | 2    | 3    |      |
| Lilama Hải Dương           | 4    | 4    |      | 4    |      | 4    | 2    | 4    |      |      |
| HCĐG Hà Nội                |      |      |      |      |      |      |      |      | 4    |      |
| Than Quảng Ninh            |      |      |      |      |      |      |      | 3    |      | 3    |
| BTL Thông Tin              |      |      |      |      |      |      |      |      | 2    |      |
| Vietsovpetro               |      |      |      | 1    | 2    |      |      |      |      |      |
| PK Không Quân              |      | 3    | 4    | 3    |      |      |      |      |      |      |
| Giấy Bãi Bằng              |      |      | 3    |      | 4    |      | 4    |      |      |      |
| Krungkao Ayutthaya A.T.C.C |      |      | 1    |      |      |      |      |      |      |      |